# Luiz Adriano
Luiz Adriano (n. 12 aprilie 1987, Porto Alegre, Rio Grande do Sul, Brazilia) este un fotbalist brazilian liber de contract, care joacă pe post de atacant. Pe plan internațional, are prezențe la națională pentru Brazilia U-20⁠(d) și Brazilia.